# Aksamitka wąskolistna
Aksamitka wąskolistna (Tagetes tenuifolia) – jeden z gatunków aksamitki. Pochodzi z Meksyku i północnych rejonów Ameryki Południowej. W wielu krajach świata jest uprawiana jako roślina ozdobna.

## Morfologia
Mocno rozkrzewiona roślina z drobnymi, mocno wyciętymi liśćmi i drobnymi, licznymi kwiatami (1,5 cm średnicy). Ma delikatniejszy pokrój od innych gatunków aksamitek. Wydziela charakterystyczny dla większości aksamitek zapach.

## Odmiany ozdobne
- 'Lulu' – cytrynowo-żółta
- 'Ursula' – złoto-pomarańczowa
- 'Ornament' – czerwono-brązowa
- 'Gem' – obficie kwitnąca o bardzo małych kwiatach

## Uprawa
Roślina łatwa w uprawie. Wymaga stanowisk w pełnym słońcu i żyznej oraz przepuszczalnej gleby. Rozmnaża się z nasion wysiewanych do rozsadników wczesną wiosną. Chcąc, by zakwitła wcześniej lepiej jest kupić gotowe sadzonki wyhodowane przez specjalistów pod osłonami. Rośliny mogą być atakowane przez ślimaki, a przy długotrwałych deszczach przez szarą pleśń (zapobiega się jej chemicznie, przez opryskiwanie preparatami grzybobójczymi). Nawozić należy nawozami z niewielką ilością azotu, gdyż obfite nawożenie azotowe powoduje bujny wzrost rośliny, ale słabe jej kwitnienie.